# Nicolas Péraldi
Pour les articles homonymes, voir Peraldi.
Nicolas Joseph Péraldi est un homme politique français né le 18 mars 1841 à Ajaccio (Corse) et décédé le 18 février 1914 à Paris.

## Biographie
Il est le fils de Laurent Péraldi, notaire, et Claire Marie Vico.
Notaire à Ajaccio, il est maire de la ville, révoqué en mai 1877 et réintégré en décembre, et conseiller général. Il est député de la Corse de 1881 à 1885 et siège à gauche. Il est sénateur de la Corse de 1885 à 1894 et de 1909 à 1912.
Il est chevalier de la Légion d'honneur.